# Petr Semjonovič Saltykov
Generál Pjotr Semjonovič hrabě Saltykov (rusky Пётр Семёнович Салтыков, 11. prosincejul./ 21. prosince 1698greg. / podle jiných pramenů 1697 nebo 1700 / Kogajevo - 26. prosince 1772jul./ 6. ledna 1773greg., Marfino) byl ruský šlechtic a polní maršál imperiální armády.   

## Život
Jeho rodiči byli Semjon Andrejevič Saltykov a Fekla Jakovovna Volynskaja.
Car Petr I. v roce 1714 vyslal Saltykova do Francie, aby tam studoval námořní vojenství. 

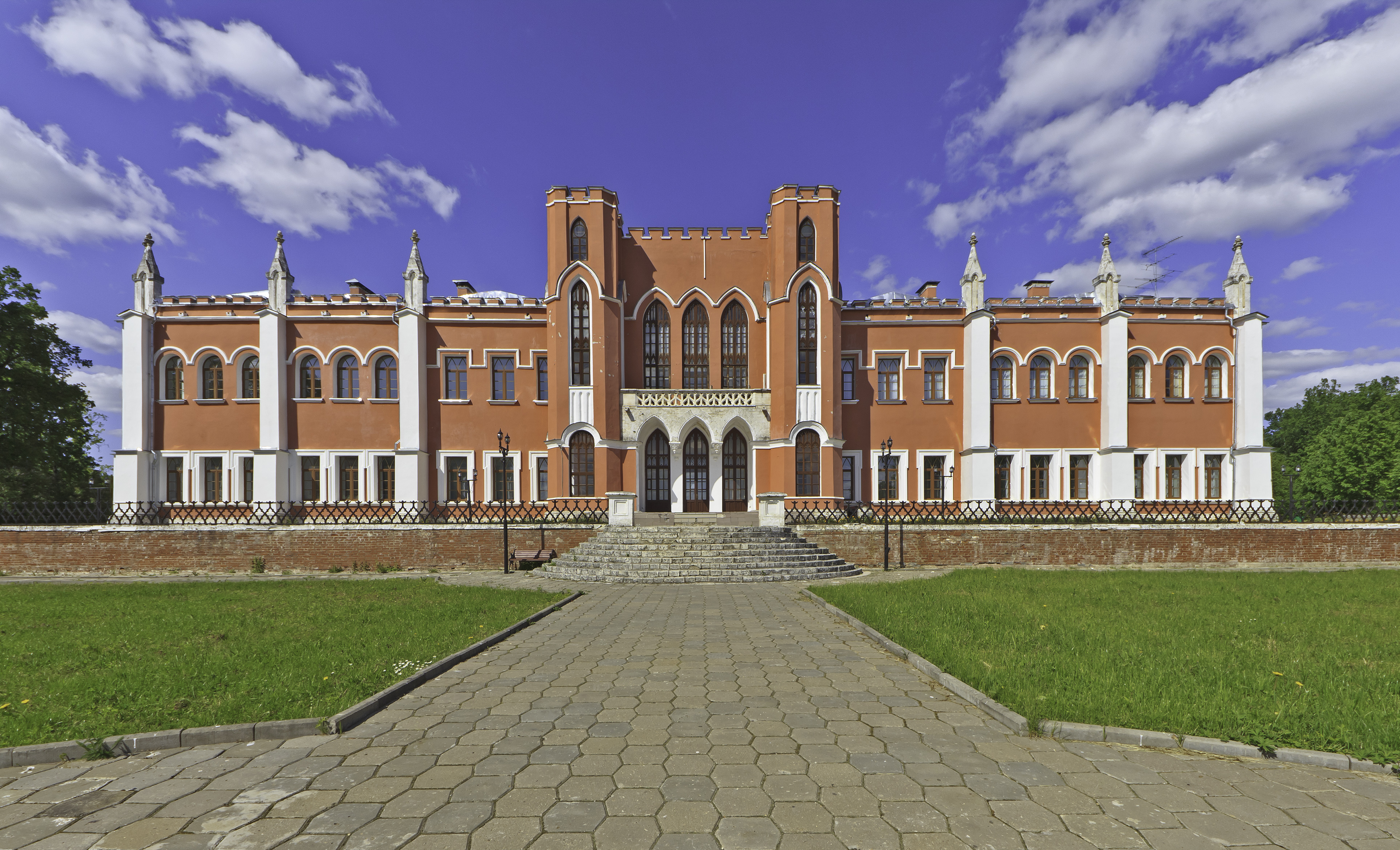
Zámek Marfino v Moskevské oblasti

V roce 1729 Saltykov od koupil zadluženého Sergeje Borisoviče Golicyna panství Marfino a tamní zámek nechal přebudovat na patrové barokní sídlo s postranními křídly.
Za panování Anny Ivanovny se stal generálmajorem. V roce 1733 byl jemu a jeho otci udělen hraběcí titul.
V roce 1734 se účastnil bojů války o polské dědictví a v roce 1742 rusko-švédské války. 
Od roku 1759 během sedmileté války byl vrchním velitelem ruské armády. Dne 23. července 1759 porazil v bitvě u Kijí pruského generála Wedela a poté 12. srpna, kdy spojil svá vojska s jednotkami rakouského generála Laudona, v bitvě u Kunovic samotného krále Bedřicha II. Za to byl odměněn hodností polního maršála a později se stal generálním guvernérem Moskvy (1764–1771). 

## Rodina
V roce 1731 se oženil s Praskovjí Jurjevnou, rozenou kněžnou Trubeckou (1704–1767), sestrou generálního prokurátora Nikity Jurjeviče Trubeckého.  Manželé měli několik dětí, mj.:
- hraběnka Anastázie Petrovna Saltykovová (26. listopadu 1731 – 24. března 1830), provdaná za Petra Kvašnina-Samarina (? - 19. října 1815)
- hrabě Ivan Petrovič Saltykov (29. června 1739 - 14. listopadu 1805), polní maršál a generální guvernér Moskvy
- Jekatěrina Petrovna Šuvalova (2. října 1743 – 13. října 1816 v Římě), pozdější dvorní dáma carevny Kateřiny II.[4], od roku 1762 provdaná hraběte Andreje Petroviče Šuvalova (23. června 1743 – 24. dubna 1789). Měli několik dětí. Jejich dcera Alexandra Andrejevna se provdala za rakouského diplomata generálmajora Františka Josefa z Ditrichštejna, kde se manželům narodil jediný syn Josef František.[5]
- hraběnka Varvara Petrovna Saltykovová, od 4. listopadu 1754 provdaná za knížete Vasilije Borisoviče Golicyna (? – po 1793), později provdaná podruhé. Bezdětná.